# Byssoloma subdiscordans
Byssoloma subdiscordans är en lavart som först beskrevs av William Nylander och fick sitt nu gällande namn av P. James. 
Byssoloma subdiscordans ingår i släktet Byssoloma och familjen Pilocarpaceae. Arten är reproducerande i Sverige. Inga underarter finns listade i Catalogue of Life.